# Dreadzone
Dreadzone est un groupe britannique de musique électronique, originaire de Londres, en Angleterre. Il mélange différents styles musicaux: dub, reggae, techno, trance, folk et rock. En 2025, le groupe compte six albums en studio et deux albums live.

## Histoire
Le groupe se forme en 1993 quand Greg Roberts, l'ex-batteur du groupe Big Audio Dynamite, s'associe avec Tim Bran, ancien musicien et ingénieur du son de Julian Cope. Bran et Roberts sont bientôt rejoints par Leo Williams à la basse et Dan Donovan au clavier, eux aussi anciens membres de Big Audio Dynamite. Le groupe signe avec Creation Records en 1993, et réalise son premier album 360°. L'année suivante, il signe avec Virgin Records et réalise son deuxième album studio Second Light. Entre-temps, le groupe devient un favori des festivals et, en juin de cette même année, il fait l'ouverture de la scène « Pyramide » au Glastonbury Festival. Durant les premières années, les choristes du groupe sont Melanie Blatt, Denise van Outen et Alison Goldfrapp.
En janvier 1996, le groupe entre pour la première et unique fois (jusqu'à présent) dans le top 40 des charts britanniques à la 20e place avec le titre Little Britain. La chanson samplait une phrase issue du film culte anglais If... sorti en 1968 : Britain today is a powerhouse of ideas, experiments, imagination (« La Grande-Bretagne aujourd'hui est un vivier d'idées, d'expériences, d'imagination »).
L'animateur radio John Peel soutient Dreadzone sur BBC Radio 1 et cite Second Light comme l'un de ses albums favoris. Les titres de Second Light dominent également la compilation Festive Fifty de John Peel en 1995 (compilation établie par John Peel des cinquante meilleurs morceaux choisis par les auditeurs de BBC Radio 1 à la fin de l'année) et le groupe enregistre six Peel Sessions entre 1993 et 2001. Entre 1998 et 2001 le Dreadzone sound system accueille les soirées Dubweiser au « Notting Hill Arts Club ». Le 26 octobre 2006, la mort du guitariste Steve Roberts, le frère de Greg Roberts, était annoncée sur les forums du groupe.
En 2007 le groupe est rejoint par Chris Compton et Chris Oldfield (DJ, producteur et concepteur lumière) et repart en tournée. En 2007 et 2008, il fait de nombreux concerts et festivals au Royaume-Uni et en Europe et signe avec un nouveau label en 2008. Pendant la tournée de 2009, le groupe enregistre son sixième album studio Eye on the Horizon dont la sortie est prévue pour le 26 avril 2010.
En 2013, un nouvel album, Escapades, sort. La même année, Dreadzone fête ses vingt ans d'existence en réalisant un court-métrage sur son histoire. Un single, Too Late, avec Mick Jones, sort. En 2016, un nouvel album est enregistré et publié sous le nom de Dread Times en février 2017, avec des contributions de Don Letts. 

## Discographie

### Albums studio
- 1993 : 360° (Creation Records)
- 1995 : Second Light (Virgin)
- 1997 : Biological Radio (Virgin)
- 2001 : Sound (Rufflife UK Ltd.)
- 2005 : Once Upon A Time (Functional Breaks)
- 2010 : Eye on the Horizon (Dubwiser Records)
- 2017 : Dread Times (Dubwiser Records)

### Albums live
- 2006 : Live at Sunrise (Functional Breaks)

### Compilations
- 2001 : The Radio One Sessions (Strange Fruit)
- 2008 : Functional Dread (Functional Breaks)
- 2011 : The Best of Dreadzone: The Good The Bad and the Dread (Dubwiser Records)

### Singles et EP
- 1993 : The Warning (Creation Records)
- 1993 : The Good, the Bad and the Dread (Creation Records)
- 1993 : Fight the Power (Totem Records)
- 1993 : No Justice No Peace / Heart of Darkness (Creation Records)
- 1994 : Performance (Totem Records)
- 1994 : Sounds From the House Of Dread (Cancan)
- 1995 : Zion Youth (Virgin)
- 1995 : Little Britain (Virgin)
- 1995 : Maximum EP (Virgin)
- 1995 : Captain Dread (Virgin)
- 1996 : Life, Love and Unity (Virgin)
- 1997 : Moving on (Virgin)
- 1997 : Earth Angel (Virgin)
- 2000 : Crazy Knowledge (Finger Lickin' Records)
- 2001 : Believing In It (Rufflife UK Ltd.)
- 2002 : Dreadzone vs. Mafia Tone – The Warriors (Double Seven)
- 2005 : King Dub Rock (In the Party) (Functional Breaks)
- 2005 : Dubblestandart vs. Dreadzone – Dubblestandart vs. Dreadzone (Select Cuts)
- 2005 : Once Upon A Time (In Jamaica) (Functional Breaks)
- 2005 : Dreadzone / An-ten-nae vs. Bassnectar – Booty Line / California Sunrise (Functional Breaks)
- 2006 : Lion Shirt (Functional Breaks)
- 2006 : Elevate (Functional Breaks)
- 2007 : Love the Life (Functional Breaks)
- 2007 : Mashup the Dreadz / Straight to a Soundboy (Functional Breaks)
- 2010 : Gangster (Dubwiser Records)